# Aksana Mjan'kova
Aksana Vladzimiraŭna Mjan'kova, accreditata come Oksana Miankova dalla IAAF (in bielorusso Аксана Уладзіміраўна Мянькова?; Kričaŭ, 28 marzo 1982), è un'ex martellista bielorussa.
Il suo record personale di 78,69 metri ottenuto a Minsk nel 2012 rappresenta la terza misura in assoluto realizzata nel lancio del martello da una donna.

## Biografia
Il 25 novembre 2016 le viene ritirata la medaglia d'oro olimpica, vinta alle Olimpiadi di Pechino 2008 con un lancio a 76,34 metri, dopo un test antidoping di ri-analisi dei campioni prelevati al termine della competizione. Il test è risultato positivo al dehydrochlormethyltestosterone (turinabol) e al oxandrolone.
Nello stesso periodo vengono ri-analizzati anche i campioni prelevati alle Olimpiadi di Londra 2012, che l'avevano vista concludere in settima posizione con un lancio a 74,40 metri ed anche in questo caso sono risultati positivi al dehydrochlormethyltestosterone (turinabol) e allo stanozololo.

## Record nazionali
- Lancio del martello: 78,69 m ( Minsk 18 luglio 2012)

## Palmarès
| Anno | Manifestazione  | Sede        | Evento              | Risultato | Prestazione | Note |
| ---- | --------------- | ----------- | ------------------- | --------- | ----------- | ---- |
| 2001 | Europei U20     | Grosseto    | Lancio del martello | 5ª        | 59,24 m     |      |
| 2003 | Europei U23     | Bydgoszcz   | Lancio del martello | Argento   | 67,58 m     |      |
| 2003 | Mondiali        | Saint-Denis | Lancio del martello | 22ª (q)   | 64,11 m     |      |
| 2005 | Universiadi     | Smirne      | Lancio del martello | 5ª        | 69,09 m     |      |
| 2007 | Mondiali        | Osaka       | Lancio del martello | nm (q)    | nm (q)      |      |
| 2008 | Giochi olimpici | Pechino     | Lancio del martello | dq        | dq          |      |
| 2009 | Mondiali        | Berlino     | Lancio del martello | dq        | dq          |      |
| 2012 | Giochi olimpici | Londra      | Lancio del martello | dq        | dq          |      |
| 2013 | Mondiali        | Mosca       | Lancio del martello | 20ª (q)   | 66,65 m     |      |
| 2014 | Europei         | Zurigo      | Lancio del martello | 14ª (q)   | 66,92 m     |      |